# Контроль часу

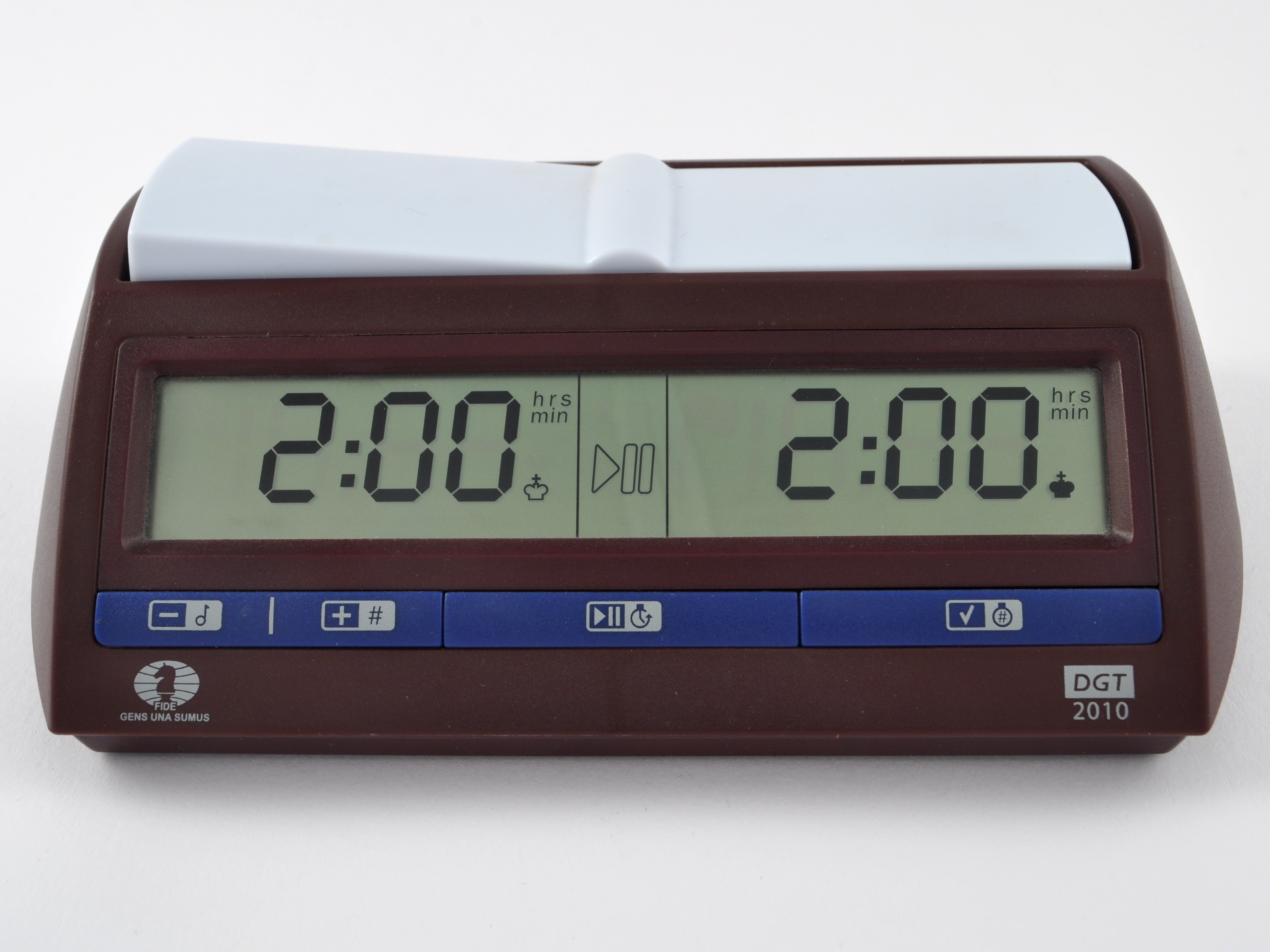
Шаховий годинник

У багатьох варіантах правил гри у шахи передбачено обмеження за часом, щоб прискорити гру та забезпечити її завершення у прийнятний строк. Існує дві основні форми обмеження за часом.
- Перший тип обмеження передбачає виконання певної кількості ходів за вказаний час. У разі використання такого обмеження гравець має виконати вказану кількість ходів протягом фіксованого проміжку часу.

- Другий тип обмеження називають «раптовою смертю». За використання цього типу обмеження на гру відводиться певний фіксований проміжок часу, по завершенню якого гра вважається завершеною, незалежно від кількості виконаних ходів.

У правилах обмеження часу може бути передбачено затримку, пов'язану з компенсацією часу, який гравець витрачає на фізичне виконання ходу. У разі використання «затримки Бронштейна» шаховий годинник зупиняється на початку ходу гравця до завершення граничного часу затримки. Якщо протягом часу затримки хід було завершено, час з годинника гравця не віднімається. У разі використання «затримки Фішера» час затримки додається до часу, відведеного гравцеві на хід, до початку ходу. Якщо хід було здійснено до того, як збіг час затримки, залишок затримки зберігається за гравцем, збільшуючи резерв часу гравця. Крім того, до часу гравця після виконання ходу може додаватися фіксований проміжок часу. Доданий час називають «додатковим часом».
Обмеження часу змінюються у доволі широких межах, залежно від правил гри, типу гри та правил, встановлених спонсором гри. Крім того, у грі може бути передбачено якусь комбінацію часових обмежень. Невикористаний час може додавати до наступних партій. На всіх основних турнірах Міжнародної шахової федерації ФІДЕ час обмежується 90 хвилинами на перші 40 ходів, далі 30 хвилин відводиться на гру у режимі «раптової смерті», також додається по 30 секунд на хід, починаючи з першого ходу. Типові правила FICS (Free Internet Chess Server або вільного шахового інтернет-сервера) передбачають 2 хвилини на партію («у режимі раптової смерті») плюс 12 секунд збільшення часу на кожен хід. На багатьох важливих турнірах гра відбувається протягом 90 хвилин у режимі «раптової смерті». Бліц-контроль часу за правилами Шахової федерації США визначає 5 хвилин на гру без затримок і збільшення часу на хід.